# Teklówka (rejon tarnopolski)
Teklówka – wieś na Ukrainie w rejonie tarnopolskim należącym do obwodu tarnopolskiego.
Według „Słownika geograficznego Królestwa Polskiego i innych krajów słowiańskich” grupa domów w Magdalówce.
Do 2020 w rejonie podwołoczyskim.